# Order Korony Wendyjskiej
Order Korony Wendyjskiej lub Order Korony Wendów (niem. Orden der Wendischen Krone), a także Order Domowy Korony Wendyjskiej (Hausorden der Wendischen Krone) – odznaczenie nadawane w latach 1864–1918 przez dwa księstwa meklemburskie (Schwerin i Strelitz), później order domowy obu dynastii meklemburskich, którego nadania wstrzymano od momentu powstania Republiki Weimarskiej. Order wygasł w linii meklembursko-schwerińskiej w 2001 roku wraz ze śmiercią ostatniego pretendenta do tronu.

## Historia
Został ustanowiony 12 maja 1864 jako wspólne odznaczenie dwóch władców: Wielkiego Księcia Meklemburgii-Schwerinu Fryderyka Franciszka II oraz Wielkiego Księcia Meklemburgii-Strelitz Fryderyka Wilhelma. Władcy tych księstw jednocześnie pełnili rolę wielkiego mistrza. Po śmierci ostatniego pretendenta order wygasł w linii schwerińskiej.
Order posiadał dwie różne łacińskie dewizy:
- Per aspera ad astra (Przez przeciwieństwa ku gwiazdom) – w Schwerinie,
- Avito viret honore (Przodków honorem stoi) – w Strelitz[4].

Władcy obu księstw nosili order na łańcuchu, który w Schwerinie nadawano wszystkim męskim członkom rodu panującego. Pozostałym order nadawano w czterech klasach:
- klasa I – Krzyż Wielki (Großkreuz), z odznaką orderową noszoną na wielkiej wstędze z ośmiopromienną gwiazdą, dodatkowo podzielona na dwie odmiany różniące się wyglądem korony wewnątrz środkowego medlionu:
  - z Koroną w Rudzie (mit der Krone in Erz) – dla członków rodów panujących,
  - z Koroną w Złocie (mit der Krone in Gold) – dla pozostałych,
- klasa II – Wielki Komandor (Großkomtur), z odznaką orderową wieszaną na wstędze na szyi i czteropromienną gwiazdą
- klasa III – Komandor (Komtur), z odznaką wieszaną na wstędze na szyi,
- klasa IV – Kawaler (Ritter), z odznaką wieszaną na wstążce i przypinaną po lewej stronie piersi,

oraz dodatkowo:
- Krzyż Zasługi w Złocie (Verdienstkreuz in Gold):
- Krzyż Zasługi w Srebrze (Verdienstkreuz in Silber)[6][7].

Ordery schwerińskie mogły być nadane z mieczami w najwyższej klasie (za zasługi wojenne), lub z diamentami w trzech najwyższych klasach.
Liczba odznaczonych obywateli Schwerinu i Strelitz, poza członkami książęcych rodów, była limitowana w następujących proporcjach:
- I klasa – 6/2 (Schwerin/Strelitz),
- II klasa – 18/6,
- III klasa – 24/8,
- IV klasa – 48/16[8].

Kobiety mogły być odznaczone wyłącznie dwoma najwyższymi klasami.

## Wygląd
Odznaka orderowa miała kształt emaliowanego na biało krzyża maltańskiego ze złotymi krawędziami. Na awersie, w miejscu zetknięcia się ramion, umieszczono okrągły medalion z wielkoksiążęcą koroną wendyjską na niebieskim polu, otoczoną czerwonym pierścieniem, na którym wypisano złotymi literami dewizę orderową. Pomiędzy ramionami umieszczono złote gryfy, a u szczytu górnego ramienia koronę, przymocowaną za pomocą kółka do wstęgi lub wstążki. Gwiazda orderowa przysługiwała odznaczonym klasą I (ośmiopromienna) i II (czteropromienna), wewnątrz których umieszczano medalion identyczny z medalionem odznaki. Wstęga orderowa była błękitna z dwoma paskami wzdłuż boków, żółtym od wewnątrz i czerwonym na zewnątrz (w przypadku wielkich wstęg, ich górna część powyżej węzła nie miała bocznych pasków).
Krzyże Zasługi miały ten sam wygląd, co odznaka orderowa, ale nie były emaliowane na różne kolory, tylko wykonane w całości ze złota lub srebra i wieszane na ciemnoczerwonej wstążce, mającej wzdłuż obu boków niebiesko-żółte paski.

## Odznaczeni

### Wielcy mistrzowie

#### Schwerin
- 1864-1883 – Fryderyk Franciszek II,
- 1883-1897 – Fryderyk Franciszek III,
- 1897-1945 – Fryderyk Franciszek IV,
- 1945-2001 – Fryderyk Franciszek (†)[9].

#### Strelitz
- 1864-1904 – Fryderyk Wilhelm,
- 1904-1914 – Adolf Fryderyk V,
- 1914-1918 – Adolf Fryderyk VI,
- 1918-1934 – Karol Michał Meklemburski,
- 1934-1963 – Jerzy Meklemburski,
- 1963-1996 – Jerzy Aleksander Meklemburski,
- od 1996 – Jerzy Borwin Meklemburski[9].

### Znane osobistości
- Abdülaziz, turecki sułtan[9]
- Chrystian IX, duński król[9]
- Fryderyk VIII, duński król[9]
- Chrystian X, duński król[11]
- Fryderyk IX, duński król[12]
- Waldemar Glücksburg, duński książę[13]
- Kanut Glücksburg, duński książę[12]
- Tage Reedtz-Thott, duński premier[13]
- Jerzy V, brytyjski król[9]
- Jerzy VIII, brytyjski król[9]
- Jerzy I, grecki król[9]
- Ludwik I, portugalski król[11]
- Jerzy V, hanowerski król[9]
- Aleksander II, rosyjski cesarz[9]
- Wilhelmina, holenderska królowa[11]
- Juliana, holenderska królowa
- Fryderyk, austriacki arcyksiążę
- Gustaw V, szwedzki król
- Haakon VII, norweski król
- Hamengkubuwana VIII, indonezyjski sułtan
- Helmut von Moltke, pruski feldmarszałek
- Alfred Koburg, saski i brytyjski książę